# Mambrino (Stubbs)
Mambrino est une peinture à l'huile sur toile du peintre anglais George Stubbs, créée vers 1793, et conservée dans la collection du comte d'Halifax. 
Elle représente un cheval de couleur grise, debout de profil dans un paysage boisé.

## Réalisation

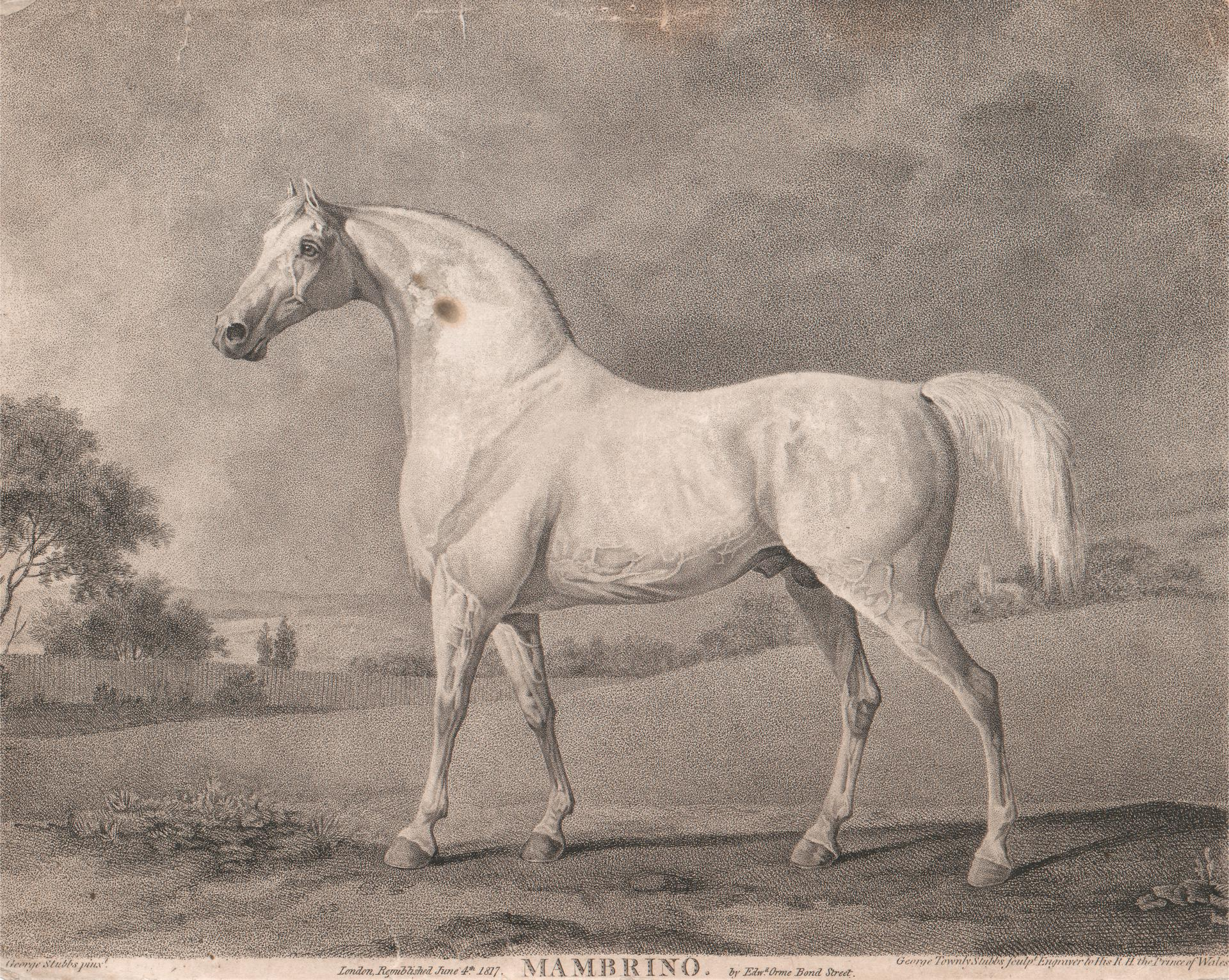
Gravure de Mambrino par George Townly Stubbs.

Malgré sa datation, ce tableau a été créé vers 1793, vraisemblablement pour la Turf Gallery, à partir d'une version plus ancienne datée de 1779. Il a également été décliné en gravure par George Townley Stubbs, le fils de George Stubbs, en 1791,,, alors que ce dernier ambitionne de devenir éditeur indépendant de gravures.
C'est le portrait d'un cheval gris né en 1768, et élevé par Lord Grosvenor.

## Description
Le style de ce portrait de cheval emprunte à la statuaire.
L’œuvre mesure 88 × 117 cm ; il s'agit d'une peinture à l'huile sur toile. Le tableau est daté et signé en bas et au centre à gauche, sous la forme Geo: Stubbs p:/ 1779.

## Historique
Le tableau est vendu en 1807, et acheté par Mme Courtenay. En 1898, il entre dans la collection du 5e comte d'Halifax.
Ce tableau est exposé à la Tate Britain en 1984 et 1985.